# Gregory Peck
Eldred Gregory Peck (La Jolla, Kalifornia, 1916. április 5. – Los Angeles, Kalifornia, 2003. június 12.) Oscar- és többszörösen Golden Globe-díjas amerikai színész. 
Egyike volt a legismertebb filmcsillagoknak az 1940-es évektől az 1960-as évekig. Legismertebb szerepe Atticus Finch megformálása a Ne bántsátok a feketerigót! (1962) című filmben.

## Élete
Édesapja gyógyszerész volt San Diegóban, szülei 1921-ben elváltak. Gregory a nagyanyjához került. Berkeleyben orvostanhallgató volt, az ott töltött idő során kezdett a színészet felé fordulni.  Elszegődött a New York Neighborhood Playhouse csoporthoz és élete első alakítását a Broadwayn nyújtotta, Emlyn Williams The Morning Star című 1942-es művében. Egy évvel később már Hollywoodban forgatta a Dicsőség napjai (Days of Glory, 1944) című filmet. Következő filmje, a Mennyország kulcsa (Keys of the Kingdom, 1944) Oscar-díj jelölést hozott. Peck adottságaival sikerre volt ítélve: magas volt, életerős, igazi hőstípus, mégis decens. Alfred Hitchcock 1945-ös Elbűvölve (Spellbound) című thrillerében amnéziában szenvedő férfit alakít, akit gyilkossággal vádolnak. Az Őzgida (The Yearling, 1947) című filmért újra jelölték Oscar-díjra, valamint Golden Globe-díjjal jutalmazták. Több westernben is játszott: a Párbaj a naponban (Duel in the Sun, 1946), a Yellow Sky-ban (1948) és a Gunfighterben (1950). Az Úri becsületszó (Gentleman's Agreement, 1947) Szárnyaló bátorság (Twelve O'Clock High, 1949) című filmekért újra jelölte az Akadémia.
Ezekben az években már negyedmillió dollárt kapott filmenként. Továbbra is játszott hősi szerepekben, mint a Captain Horatio Hornblower (1951), vagy a Moby Dick (1956), majd miután szerepet vállalt Audrey Hepburn debütáló filmjében, a Római vakációban, négy jelölés után 1962-ben végre elnyerte a hőn áhított Oscar aranyszobrot Atticus Finch ügyvéd megformálásáért a Ne bántsátok a feketerigót! (To Kill a Mockingbird) című filmben. Az 1960-as évek elején a Rettegés foka (Cape Fear, 1962) és a Captain Newman (1963) című filmekben szerepelt. A korai hatvanas évek egyik legnagyobb kasszasikerében, a Navarone ágyúiban (The Guns of Navarone) Keith Mallory kapitány szerepében szintén felejthetetlen alakítást nyújtott.
Klasszikus amerikai karrierje az 1970-es években lassacskán lefelé kezdett ívelni, több közepes filmben is szerepet vállalt, mint a Trial of the Catonsville Nine (1972), a MacArthur (1977) és a Brazíliai fiúk (The Boys from Brazil, 1978) című filmekben, ez utóbbiban Josef Mengelét alakította. Az 1976-ban bemutatott Ómen (The Omen) című kultikus horrorfilm Robert Thornjaként újra visszatért az élvonalba szembeszállva a gonosszal, miután megtudja fiáról, hogy nem más, mint maga az Antikrisztus. A Tengeri farkasok (The Sea Wolves: The Last Charge of the Calcutta Light Horse, 1980) című filmben többek között Roger Moore mellett szerepelt. A később született amerikai sztárokkal ellentétben Gregory Peck csak élete vége felé kezdett televíziós szerepeket vállalni, például a Bíbor és fekete (The Scarlet and the Black, 1983) című filmben, melyben egy ír származású papot játszott. 1991-ben szerepelt a Cape Fear – A rettegés foka Martin Scorsese féle remake-jében, majd ugyanebben az évben játszott Norman Jewison filmjében, A nagy likvidátorban (Other People's Money).

### Magánélete
Első feleségétől, a finn születésű Greta Kukkonentől (Greta Konen Rice) 12 év házasság után, 1954-ben elvált. Három gyermekük született. Idősebb fiuk, Jonathan Peck 1975-ben öngyilkosságot követett el, főbe lőtte magát. Második feleségével Veronique Passanival boldog házasságban élt, 5 gyermekük született. Peck tüdőgyulladásban halt meg álmában 87 évesen, Los Angelesben.

## Filmjei
| Év   | Magyar cím                  | Eredeti cím                      | Szerep                                 | Magyar hang          | Rendező                                    |
| ---- | --------------------------- | -------------------------------- | -------------------------------------- | -------------------- | ------------------------------------------ |
| 1944 | Dicsőség napjai             | Days of Glory                    | Vladimir                               |                      | Jacques Tourneur                           |
| 1944 | A mennyország kulcsa        | The Keys of the Kingdom          | Francis Chisholm atya                  |                      | John M. Stahl                              |
| 1945 | Elbűvölve                   | Spellbound                       | Dr. Anthony Edwardes / John Ballantyne | Bitskey Tibor        | Alfred Hitchcock                           |
| 1945 | Elbűvölve                   | Spellbound                       | Dr. Anthony Edwardes / John Ballantyne | Szabó Sipos Barnabás | Alfred Hitchcock                           |
| 1945 | A döntés völgye             | The Valley of Decision           | Paul Scott                             |                      | Tay Garnett                                |
| 1946 | Az őzgida                   | The Yearling                     | "Penny" Baxter                         | Kőszegi Ákos         | Clarence Brown                             |
| 1946 | Párbaj a napon              | Duel in the Sun                  | Lewt McCanles                          | Csuja Imre           | King Vidor                                 |
| 1947 | A Macomber-ügy              | The Macomber Affair              | Robert Wilson                          | Csernák János        | Korda Zoltán                               |
| 1947 | Úri becsületszó             | Gentleman's Agreement            | Philip Schuyler Green                  | Benedek Miklós       | Elia Kazan                                 |
| 1947 | A Paradine-ügy              | The Paradine Case                | Anthony Keane                          | Sztankay István      | Alfred Hitchcock (2)                       |
| 1947 | A Paradine-ügy              | The Paradine Case                | Anthony Keane                          | Ujréti László        | Alfred Hitchcock (2)                       |
| 1947 | A Paradine-ügy              | The Paradine Case                | Anthony Keane                          | Hirtling István      | Alfred Hitchcock (2)                       |
| 1948 |                             | Yellow Sky                       | James "Stretch" Dawson                 |                      | William A. Wellman                         |
| 1949 |                             | The Great Sinner                 | Fedya                                  |                      | Robert Siodmak                             |
| 1949 | Szárnyaló bátorság          | Twelve O'Clock High              | Frank Savage dandártábornok            |                      | Henry King                                 |
| 1950 | A pisztolyhős               | The Gunfighter                   | Jimmy Ringo                            |                      | Henry King (2)                             |
| 1951 | Őfelsége kapitánya          | Captain Horatio Hornblower       | Horatio Hornblower kapitány            | Kálmán György        | Raoul Walsh                                |
| 1951 | Csak a bátrak               | Only the Valiant                 | Richard Lance kapitány                 | Fülöp Zsigmond       | Gordon Douglas                             |
| 1951 |                             | David and Bathsheba              | David                                  |                      | Henry King (3)                             |
| 1952 | Viharos út Alaszka felé     | The World in His Arms            | Jonathan Clark                         |                      | Raoul Walsh (2)                            |
| 1952 | A Kilimandzsáró hava        | The Snows of Kilimanjaro         | Harry Street                           | Bitskey Tibor        | Henry King (4)                             |
| 1953 | Római vakáció               | Roman Holiday                    | Joe Bradley                            | Sztankay István      | William Wyler                              |
| 1953 | Római vakáció               | Roman Holiday                    | Joe Bradley                            | Kautzky Armand       | William Wyler                              |
| 1953 | Római vakáció               | Roman Holiday                    | Joe Bradley                            | Selmeczi Roland      | William Wyler                              |
| 1953 |                             | Boum sur Paris                   | önmaga                                 |                      | Maurice de Canonge                         |
| 1954 | Egymillió fontos bankjegy   | The Million Pound Note           | Henry Adams                            | Szakáts Miklós       | Ronald Neame                               |
| 1954 | Egymillió fontos bankjegy   | The Million Pound Note           | Henry Adams                            | Fülöp Zsigmond       | Ronald Neame                               |
| 1954 | A láthatatlan háló          | Night People                     | Steve Van Dyke ezredes                 |                      | Nunnally Johnson                           |
| 1954 | Bíborsivatag                | The Purple Plain                 | Bill Forrester repülőőrnagy            | Sztankay István      | Robert Parrish                             |
| 1954 | Bíborsivatag                | The Purple Plain                 | Bill Forrester repülőőrnagy            | Dörner György        | Robert Parrish                             |
| 1956 | A szürke öltönyös férfi     | The Man in the Gray Flannel Suit | Tom Rath                               | Vass Gábor           | Nunnally Johnson (2)                       |
| 1956 | Moby Dick                   | Moby Dick                        | Ahab kapitány                          | Sinkovits Imre       | John Huston                                |
| 1956 | Moby Dick                   | Moby Dick                        | Ahab kapitány                          | Háda János           | John Huston                                |
| 1957 | Formatervezett nő           | Designing Woman                  | Mike Hagen                             | Mihályi Győző        | Vincente Minnelli                          |
| 1958 | Hajtóvadászat               | The Bravados                     | Jim Douglas                            | Mihályi Győző        | Henry King (5)                             |
| 1958 | Idegen a cowboyok között    | The Big Country                  | James McKay                            | Mécs Károly          | William Wyler (2)                          |
| 1958 | Idegen a cowboyok között    | The Big Country                  | James McKay                            | Kautzky Armand       | William Wyler (2)                          |
| 1958 | Idegen a cowboyok között    | The Big Country                  | James McKay                            | Szabó Sipos Barnabás | William Wyler (2)                          |
| 1958 | Idegen a cowboyok között    | The Big Country                  | James McKay                            | Barbinek Péter       | William Wyler (2)                          |
| 1959 | A Pork Chop-domb            | Pork Chop Hill                   | Joe Clemons hadnagy                    | Vass Gábor           | Lewis Milestone                            |
| 1959 |                             | Beloved Infidel                  | F. Scott Fitzgerald                    |                      | Henry King (6)                             |
| 1959 | Az utolsó part              | On the Beach                     | Dwight Towers kapitány                 | Haás Vander Péter    | Stanley Kramer                             |
| 1959 | Az utolsó part              | On the Beach                     | Dwight Towers kapitány                 | Kassai Károly        | Stanley Kramer                             |
| 1961 | Navarone ágyúi              | The Guns of Navarone             | Keith Mallory kapitány                 | Mihályi Győző        | J. Lee Thompson                            |
| 1962 | Rettegés foka               | Cape Fear                        | Sam Bowden                             | Mécs Károly          | J. Lee Thompson (2)                        |
| 1962 | A vadnyugat hőskora         | How the West Was Won             | Cleve Van Valen                        | Vass Gábor           | Henry Hathaway, John Ford, George Marshall |
| 1962 | A vadnyugat hőskora         | How the West Was Won             | Cleve Van Valen                        | Mihályi Győző        | Henry Hathaway, John Ford, George Marshall |
| 1962 | Ne bántsátok a feketerigót! | To Kill a Mockingbird            | Atticus Finch                          | Bujtor István        | Robert Mulligan                            |
| 1962 | Ne bántsátok a feketerigót! | To Kill a Mockingbird            | Atticus Finch                          | Hegedűs D. Géza      | Robert Mulligan                            |
| 1962 | Ne bántsátok a feketerigót! | To Kill a Mockingbird            | Atticus Finch                          | Mihályi Győző        | Robert Mulligan                            |
| 1963 |                             | Captain Newman, M.D.             | Josiah J. Newman kapitány              |                      | David Miller                               |
| 1964 | Húsz év után                | Behold a Pale Horse              | Manuel Artiguez                        | Dózsa László         | Fred Zinnemann                             |
| 1965 | Káprázat                    | Mirage                           | David Stillwell                        | Fülöp Zsigmond       | Edward Dmytryk                             |
| 1965 | Káprázat                    | Mirage                           | David Stillwell                        | Szakácsi Sándor      | Edward Dmytryk                             |
| 1966 | Arabeszk                    | Arabesque                        | David Pollock                          | Epres Attila         | Stanley Donen                              |
| 1968 | Lopakodó hold               | The Stalking Moon                | Sam Varner                             | Szilágyi Tibor       | Robert Mulligan                            |
| 1968 | Lopakodó hold               | The Stalking Moon                | Sam Varner                             | Gáti Oszkár          | Robert Mulligan                            |
| 1969 | Mackenna aranya             | Mackenna's Gold                  | Mackenna                               | Vándorfi László      | J. Lee Thompson (3)                        |
| 1969 | Mackenna aranya             | Mackenna's Gold                  | Mackenna                               | Harmath Imre         | J. Lee Thompson (3)                        |
| 1969 | A vezér                     | The Chairman                     | John Hathaway                          | Sinkovits Imre       | J. Lee Thompson (4)                        |
| 1969 |                             | Marooned                         | Charles Keith                          |                      | John Sturges                               |
| 1970 | Törvénysértő seriff         | I Walk the Line                  | Henry Tawes seriff                     | Mécs Károly          | John Frankenheimer                         |
| 1971 | Lőpárbaj                    | Shoot Out                        | Clay Lomax                             | Bács Ferenc          | Henry Hathaway (2)                         |
| 1971 | Lőpárbaj                    | Shoot Out                        | Clay Lomax                             | Epres Attila         | Henry Hathaway (2)                         |
| 1974 | A hölgy és a bandita        | Billy Two Hats                   | Arch Deans                             | Csuja Imre           | Ted Kotcheff                               |
| 1974 | A hölgy és a bandita        | Billy Two Hats                   | Arch Deans                             | Bolla Róbert         | Ted Kotcheff                               |
| 1976 | Ómen                        | The Omen                         | Robert Thorn                           | Fülöp Zsigmond       | Richard Donner                             |
| 1977 |                             | MacArthur                        | Douglas MacArthur tábornok             |                      | Joseph Sargent                             |
| 1978 | A brazíliai fiúk            | The Boys from Brazil             | Josef Mengele                          | Sinkovits Imre       | Franklin J. Schaffner                      |
| 1980 | Tengeri farkasok            | The Sea Wolves                   | Lewis Pugh ezredes                     | Bács Ferenc          | Andrew V. McLaglen                         |
| 1987 | Némasági fogadalom          | Amazing Grace and Chuck          | Az elnök                               |                      | Mike Newell                                |
| 1989 | Tüzes alkony                | Old Gringo                       | Ambrose Bierce                         | Simon György         | Luis Puenzo                                |
| 1991 | A nagy likvidátor           | Other People's Money             | Andrew "Jorgy" Jorgenson               | Szabó Sándor         | Norman Jewison                             |
| 1991 | A nagy likvidátor           | Other People's Money             | Andrew "Jorgy" Jorgenson               | Gruber Hugó          | Norman Jewison                             |
| 1991 | Cape Fear – A rettegés foka | Cape Fear                        | Lee Heller                             | Szabó Sándor         | Martin Scorsese                            |
| 1999 |                             | A Conversation with Gregory Peck | önmaga                                 |                      | Barbara Kopple                             |
| 2024 | Az első ómen                | The First Omen                   | Robert Thorn (archív felvétel)         |                      | Arkasha Stevenson                          |

## Jelentősebb díjai
- Berlini Nemzetközi Filmfesztivál, Tiszteletbeli Arany Medve, 1993
- Cannes-i fesztivál, életműdíj, 1989
- Cecil B. DeMille-életműdíj, 1969
- Szabadság Érdemrend, 1969.
- Jean Hersholt Humanitárius Díj, 1968
- Golden Globe-díj, 1947, 1963, 1999
- Oscar-díj, legjobb férfi főszereplő, Ne bántsátok a feketerigót!, 1963

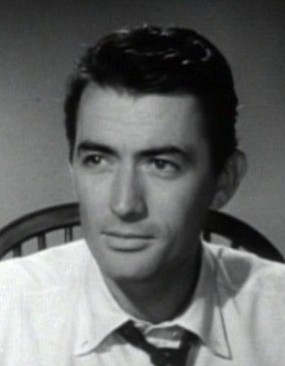
Úri becsületszó (1947)
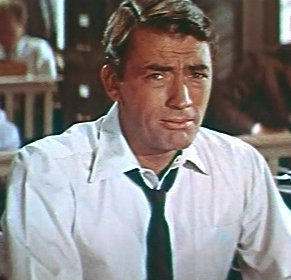
Formatervezett nő (1957)
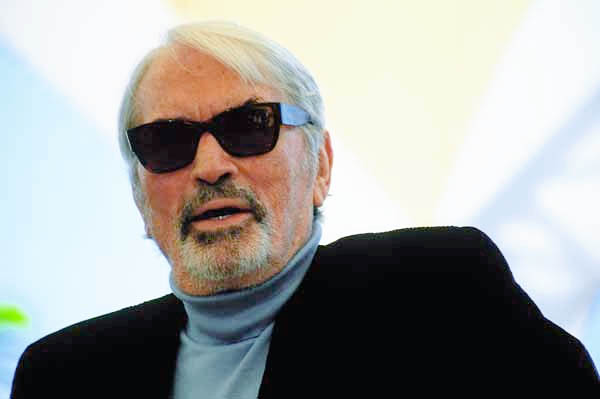
Peck Cannes-ban (2000)
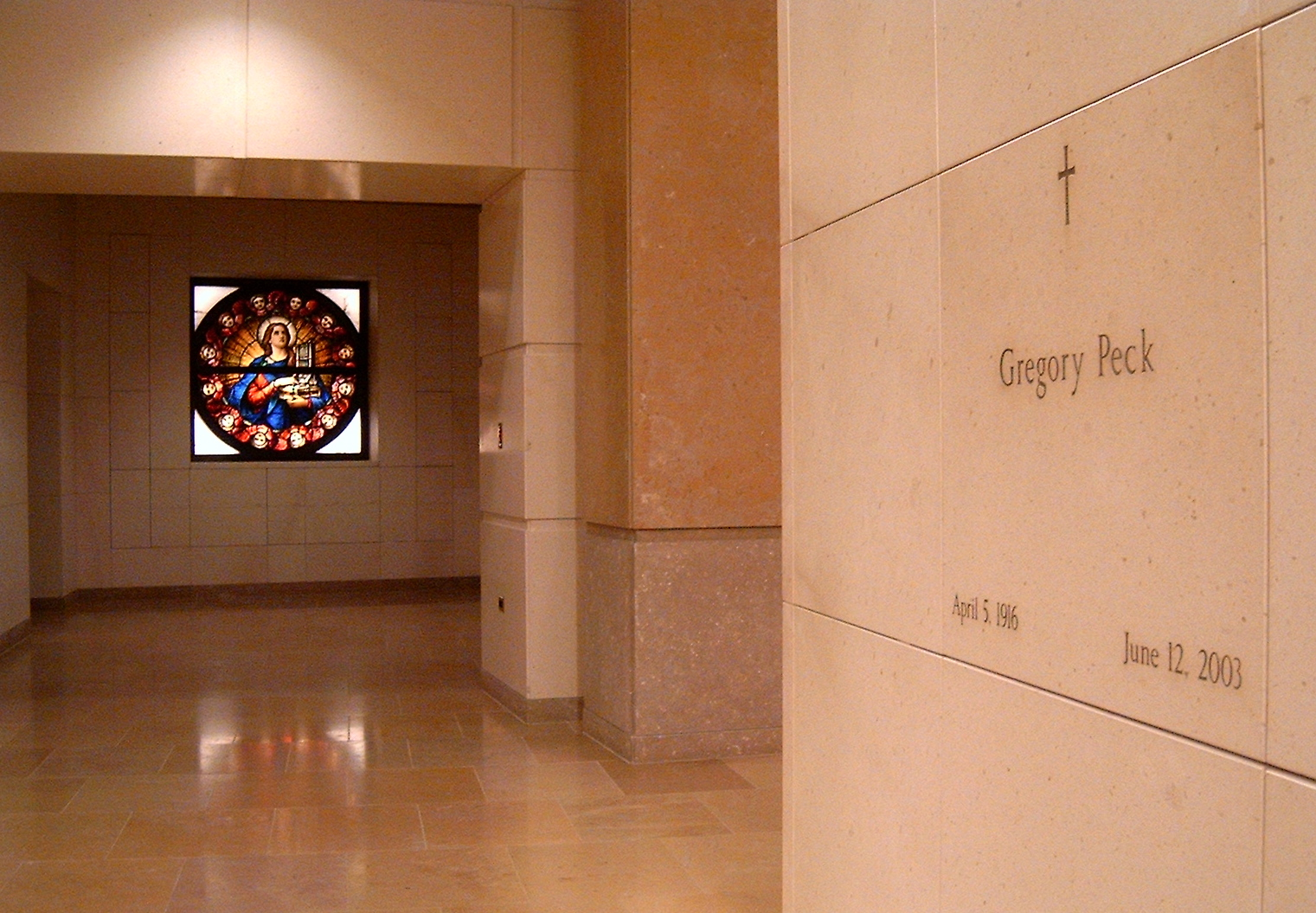
Sírja Los Angelesben

## Fordítás
- Ez a szócikk részben vagy egészben  a   Gregory Peck című angol Wikipédia-szócikk fordításán alapul.  Az eredeti cikk szerkesztőit annak laptörténete sorolja fel. Ez a jelzés csupán a megfogalmazás eredetét és a szerzői jogokat jelzi, nem szolgál a cikkben szereplő információk forrásmegjelöléseként.